# Forces de restauration du Cameroun méridional
Ne doit pas être confondu avec Forces de défense du Cameroun méridional.
Les Forces de restauration du Cameroun méridional (FRCM, en anglais ;  Southern Cameroons Restoration Forces, SCRF) ou Forces de défense du Cameroun méridional (FDCM, en anglais : Southern Cameroons Defence Forces, SCDF), sont un groupe armé séparatiste actif dans le département du Boyo de la région du Nord-Ouest du Cameroun. Ils commandent environ 100 hommes en 2019,, et sont dirigés par Nso Foncha Nkem,.

## Histoire
En janvier 2020, les FRCM sont impliquées dans des luttes intestines entre séparatistes. Le général Chacha publie une vidéo dans laquelle il exige que tous les groupes séparatistes fusionnent avec les Forces de défense du Cameroun méridional (FDCM), menaçant d'attaquer ceux qui s'opposent à lui. Au même moment, le groupe du général Chacha enlève 40 hommes des Forces de défense de l'Ambazonie (FDA), dont six sont tués.
Les luttes intestines prennent fin une semaine après l'enlèvement des combattants des FDA, lorsque le général Chacha et une vingtaine d'autres séparatistes sont tués lors d'une opération menée par le général de brigade Valère Nka. L'armée camerounaise prévient les séparatistes à l'avance de l'opération visant leur base à Kumbo, en fixant un ultimatum. L'armée maintient l'élan à Kumbo dans les jours qui suivent l'opération, attaquant un certain nombre de camps appartenant aux FRCM et poursuivant les séparatistes qui battaient en retraite.